# Syrmatium
Syrmatium là một chi thực vật có hoa trong họ Đậu.